# 門禁系統

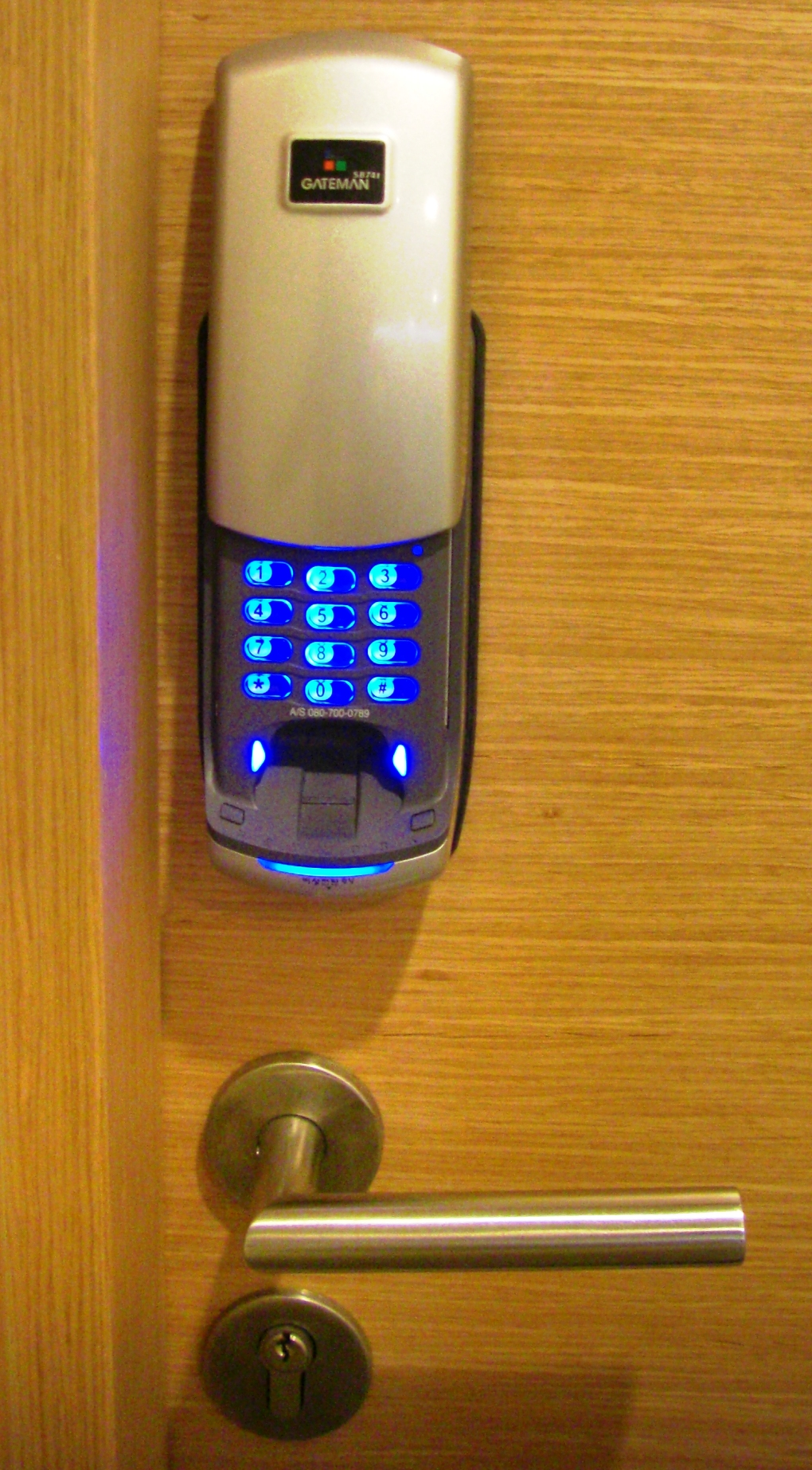
密碼控制器型門禁系統

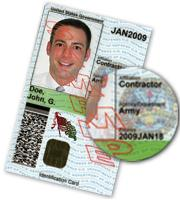
電子密碼卡

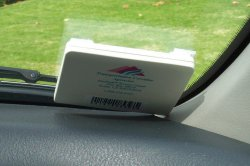
汽車出入用RFID

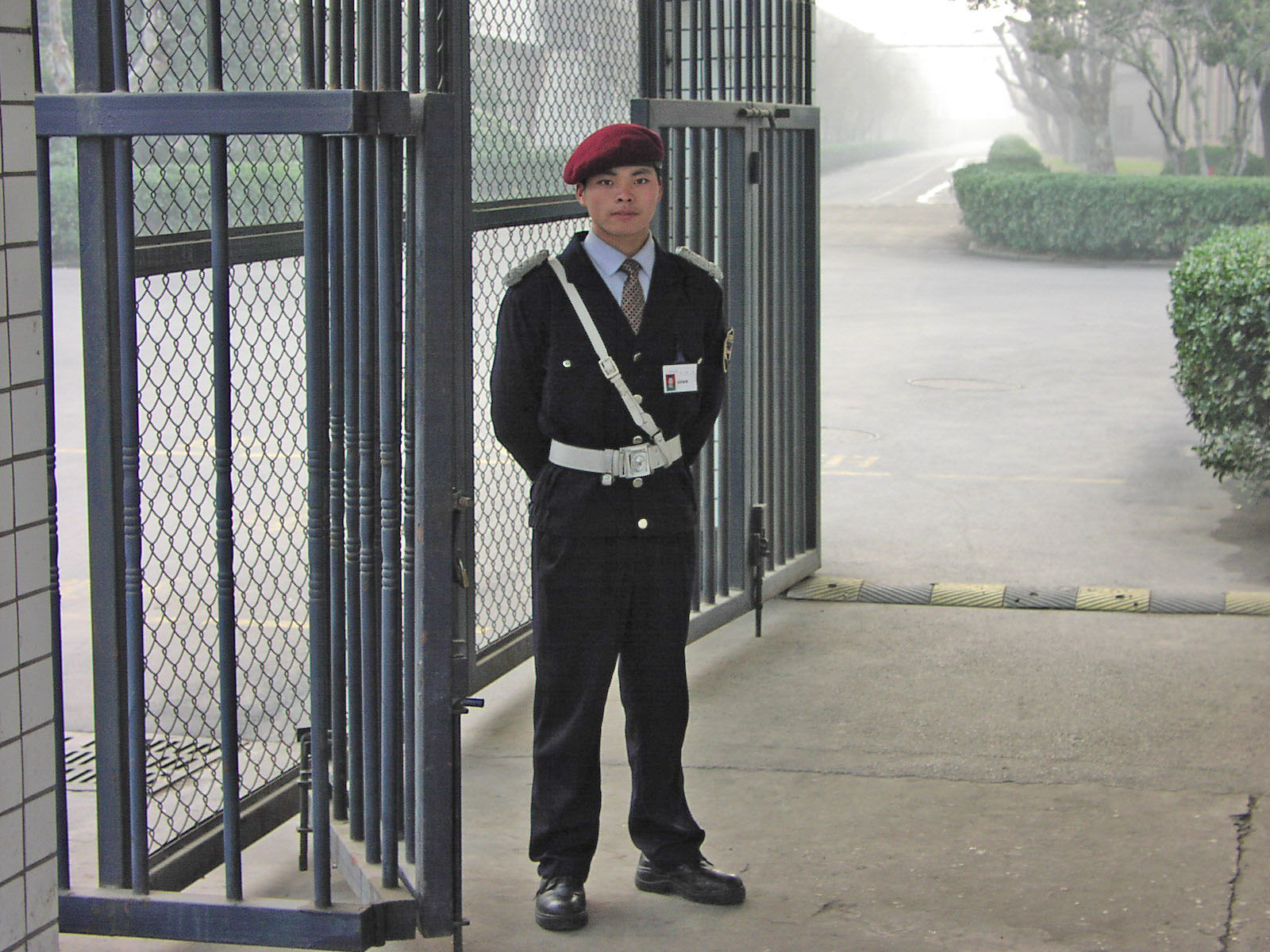
人員式守衛

門禁系統指的是管制非特定人員進出某通道所使用的軟硬體系統。例如一般公寓大廈必須是住在該公寓的人員才可以進入此公寓大門、社區、地下室及停車場等等。門禁系統通常被使用在：辦公室大門、電梯、工廠以及倉庫，或是捷運入口、機場特定入口、醫院特定地區等。門禁系統普遍的被使用於任何場所及地方。例如：一家企業公司擁有上千名員工，員工每天打卡的方式，如果不是透過門禁系統的讀卡機來管制的話，員工在打卡的過程中可能造成堵塞的情況發生。管理人員在管控出勤、薪資，也會顯得沒效率。

## 門禁自動化的架構
門禁系統架構所需要設備，是依照使用者的需求或是與其他系統的整合等因素而定，一般最基本的器材包含以下四類裝置：「自動辨識系統」、「電控鎖」、「電源供應器」以及「外出裝置」。 

### 自動辨識系統
自動辨識系統就是處理使用者的「特徵訊息」（例如數位的卡片資訊，或是生物特徵資訊）後，在瞬間運算即可判別使用者的身分，允許進出者即刻起動迴路，通電（或斷電）電控鎖開門。不允許進出者可不做任何動作，或是經過幾次錯誤嘗試後啟動警報迴路，或是鎖機一段時間，防止有心人擅闖。
「單機型」的自動辨識系統的辨識與控制全機處理，無須透過控制器或是電腦終端機。「連線型」的自動辨識系統，只把使用者的特徵訊息輸至控制器，再由控制器內部的資料比對判別使用者的身分，允許進出者即刻起動迴路，通電（或斷電）電控鎖開門。並把紀錄人員進出的詳細資料傳輸到控制器或是電腦終端機儲存，方便日後查詢，或是進一步的運用。辨識系統區分為「數位」與「生物」二大類。

#### 數位型
數位型的自動辨識系統：有RFID、密碼控制器、刷卡機等。數位資訊沒有誤判的情形，判讀速度也快。

#### 生物型
生物型的自動辨識系統：就是利用人體的生理特徵（例如指紋、掌型、臉型、聲紋、視網膜、指靜脈…等）來判定。因為是屬於類比轉換的訊號，所以有誤判率的情形。

### 電控鎖
當讀卡機判讀正確後，啟動迴路通電（或斷電）至電控鎖開門。電控鎖區分為斷電開門型電鎖與送電開門型電鎖二種。一般而言，有顧慮人員逃生安全考量的場所通路，建議使用「斷電開門」型電鎖，例如電磁鎖（磁力鎖）；而管理物料的場合管制通路，則比較傾向使用「送電開門」型電鎖。強制開關亦是一種安全措施。

### 電源供應器
門禁系統是屬於弱電工程，使用電壓大都為12V或是24V。基於安全的考量，有UPS不斷電系統的電源供應器是門禁弱電工程不可或缺的配件。當外部輸入電源110VAC（或是220VAC）停電時，如何維持門禁自動化系統正常運作，不會因為供電失調或是不穩定而造成安全上的疑慮是非常重要的。

### 外出裝置
人員在管制區域內，外出時若不必管制，則可以按個開關即可開門，省事又方便。一般的外出裝置有「按鈕」類型、「觸控式」類型、「感應式」類型…等。

## 功能

### 安全性
當某一使用者磁卡遺失時，可以直接在門禁系統中將此卡片停權使之失效。例如企業公司員工不慎將卡片遺失時，管理人員直接從系統中刪除該卡片，就算該卡片被人拾走，也無法進入。各管制通道所有使用者的進出紀錄完整的被保存著，事後的查閱均很方便。

### 互操作性
眾多的管制區域可以依照性質類別區分「群組」，哪些人可以進入哪些群組有其便利性。還有「互操作性」的便利。例如交通用的儲值卡片可以搭車、停車。學校的學生證可以借書、餐廳用餐、進出宿舍…等。

### 迅速性
透過門禁系統管制通道，只要在瞬間門禁系統就可以辨別。門禁系統除了具備安全以及方便性外，另一特色就是「迅速」。當有眾多員工的公司，在各實驗室、辦公室、倉庫、生產線等，管制哪些員工可以進入哪些場所是非常不容易的。

## 附加功能
門禁系統近年來的發展快速，不但穩定性增強，而且附加的功能也愈來愈多。重要的附加功能有以下三種：
- 考勤薪資：擷取第一次的時間作為「上班時間」；最後一次的時間作為「下班時間」，自動計算出缺勤，甚至結算薪資。
- 貨幣儲值：例如可以直接控制影印機的影印張數、捷運扣款、自助餐扣款、停車場扣款…等，這就是「電子錢包」的概念。
- 紀錄功能：把資訊儲存在卡片上，等到需要時可以查詢該卡片的各項紀錄，例如學生證的借書紀錄、保全警衛的夜巡記錄等。

## 與其他系統的結合
門禁系統與監視系統結合的做法，常見的就是刷卡時驅動該控制點的攝影機擷取畫面。一般讀卡機都有門位門鎖狀態偵測點的輸入，當該偵測點發生異常時啟動防盜系統。而消防系統一旦偵測到緊急事故，連動門禁系統開啟控制門道，利於人員逃生…以上是門禁系統與其他系統結合運用的簡單例子。至於停車場必須考量一進一出的管制APB。